# 南 (郡山市)
南（みなみ）は、福島県郡山市に所在する町丁である。郵便番号は963-0115。

## 地理
郡山市中心市街地南部に位置し、市道南一丁目四号線を境に北側の一丁目が旧郡山地区に属し、南側の二丁目が市内南部の安積町地区に属する。北で図景、東で深田台、安積町日出山、安積町荒井（飛地）、南東角で笹川、南で安積、西で安積荒井本町、安積町荒井（飛地）、川向、城清水、北西角で香久池と隣接する。一級水系阿武隈川水系笹原川以北、国道49号以南、JR東北本線以西、福島県道17号郡山停車場線（旧国道4号）以東を範囲とする。旧国道東側にて行われた二渡前土地区画整理事業および、旧国鉄郡山操車場跡地にて実施された郡山南拠点土地区画整理事業実施区域が換地処分により周辺の大字、字より分離新設された地区である。南東側には県内有数の見本市会場であるビッグパレットふくしまが建設され、旧国道をはじめとした沿線には大型店舗が多数立地する。久留米三丁目に所在する郡山警察署久留米交番、および安積二丁目に所在する郡山消防署安積分署がそれぞれ管轄にあたる。

## 世帯数と人口
2024年1月1日現在の世帯数と人口は以下の通りである。
| 町丁 | 世帯数 | 人口 |
| ---- | ------ | ---- |
| 南   | 36世帯 | 73人 |

## 小・中学校の学区
市立小・中学校に通う場合、学区は以下の通りとなる。
| 番地   | 小学校                 | 中学校                 |
| ------ | ---------------------- | ---------------------- |
| 一丁目 | 郡山市立桜小学校       | 郡山市立郡山第三中学校 |
| 二丁目 | 郡山市立安積第一小学校 | 郡山市立安積中学校     |

## 交通

### 鉄道
JR東日本
- 東北本線

鉄道施設西側が境界であり、施設本体やJR貨物郡山貨物ターミナル駅などは東隣の各地区に属する。

### 道路
- 国道49号
  - 安積大橋
- 福島県道17号郡山停車場線（旧国道4号）
- 一級市道28号日出山荒井線

## 施設等
- ビッグパレットふくしま
- ミニストップ フレスポ郡山店
- ガスト 郡山南店
- かっぱ寿司 郡山南店
- セカンドストリート 郡山南店
- 洋服の青山 郡山店
- ニトリ 郡山店
- エイトプロ 郡山安積店
- 福島日産自動車
  - ルノー郡山
- ホンダカーズ福島 安積店
- ホンダカーズ福島 郡山川向店
- 福島スバル自動車 本社・郡山店
- スズキ自販福島 スズキアリーナ郡山南
- ガリバー 安積店
- ガリバーミニクル 安積店
- スーパーオートバックス 郡山南
- 東北ミサワホーム 福島支店
- ニラク 郡山南店
- ホテルルートイン 郡山南
- 報徳観光バス